# Municipio de Elkmount
El municipio de Elkmount (en inglés: Elkmount Township) es un municipio ubicado en el condado de Grand Forks en el estado estadounidense de Dakota del Norte. En el año 2010 tenía una población de 50 habitantes y una densidad poblacional de 0,54 personas por km².

## Geografía
El municipio de Elkmount se encuentra ubicado en las coordenadas 48°9′17″N 97°49′34″O / 48.15472, -97.82611. Según la Oficina del Censo de los Estados Unidos, el municipio tiene una superficie total de 93.21 km², de la cual 92,88 km² corresponden a tierra firme y (0,36 %) 0,33 km² es agua.

## Demografía
Según el censo de 2010, había 50 personas residiendo en el municipio de Elkmount. La densidad de población era de 0,54 hab./km². De los 50 habitantes, el municipio de Elkmount estaba compuesto por el 98 % blancos, el 2 % eran amerindios. Del total de la población el 0 % eran hispanos o latinos de cualquier raza.